# Devadatta
Devadatta var Buddhas kusin och rival. Han var bror till buddhas följeslagare Ananda. Han var en buddhistmunk som följde Buddha, och fick snabbt magiska krafter till följd av hans framgångsrika meditation. Han nådde dock aldrig upplysning, och närmare Buddhas död blev han maktgirig och försökte orsaka en splittring i den buddhistiska gemenskapen (sangha). Han gick till Buddha för att försöka få Buddha att gå med på att ge Devatta ledarrollen i sanghat, men Buddha vägrade. Efter det planerade Devadatta att mörda Buddha, men han misslyckades. Han försökte mörda Buddha med en stor sten, men misslyckades och skadade enbart Buddhas fot. Devadatta sägs ha återfötts i den lägsta helvetesvärlden, Avichi. Efter hans tid där sägs det dock att han kommer återfödas och bli en pratyekabuddha, eftersom hans sista ord sägs ha varit "jag har ingen annan tillflykt än till Buddha."
Devadatta orsakade en splittring inom det buddhistiska sanghat. Att detta faktiskt skedde och inte var en legend, bekräftas bland annat av Faxian när han reste genom Centralasien flera hundra år efter Buddhas död, och såg buddhistiska utövare som följde Devadattas läror.